# Harry Daghlian Jr.
Harry K. Daghlian Jr., de son nom original Haroutioun Krikor Daghlian Jr. (né le 4 mai 1921 à Waterbury, dans le Connecticut – mort le 15 septembre 1945), était un physicien d'origine arménienne engagé dans le projet Manhattan au Laboratoire national de Los Alamos (Nouveau-Mexique).

## Décès consécutif à un accident de criticité

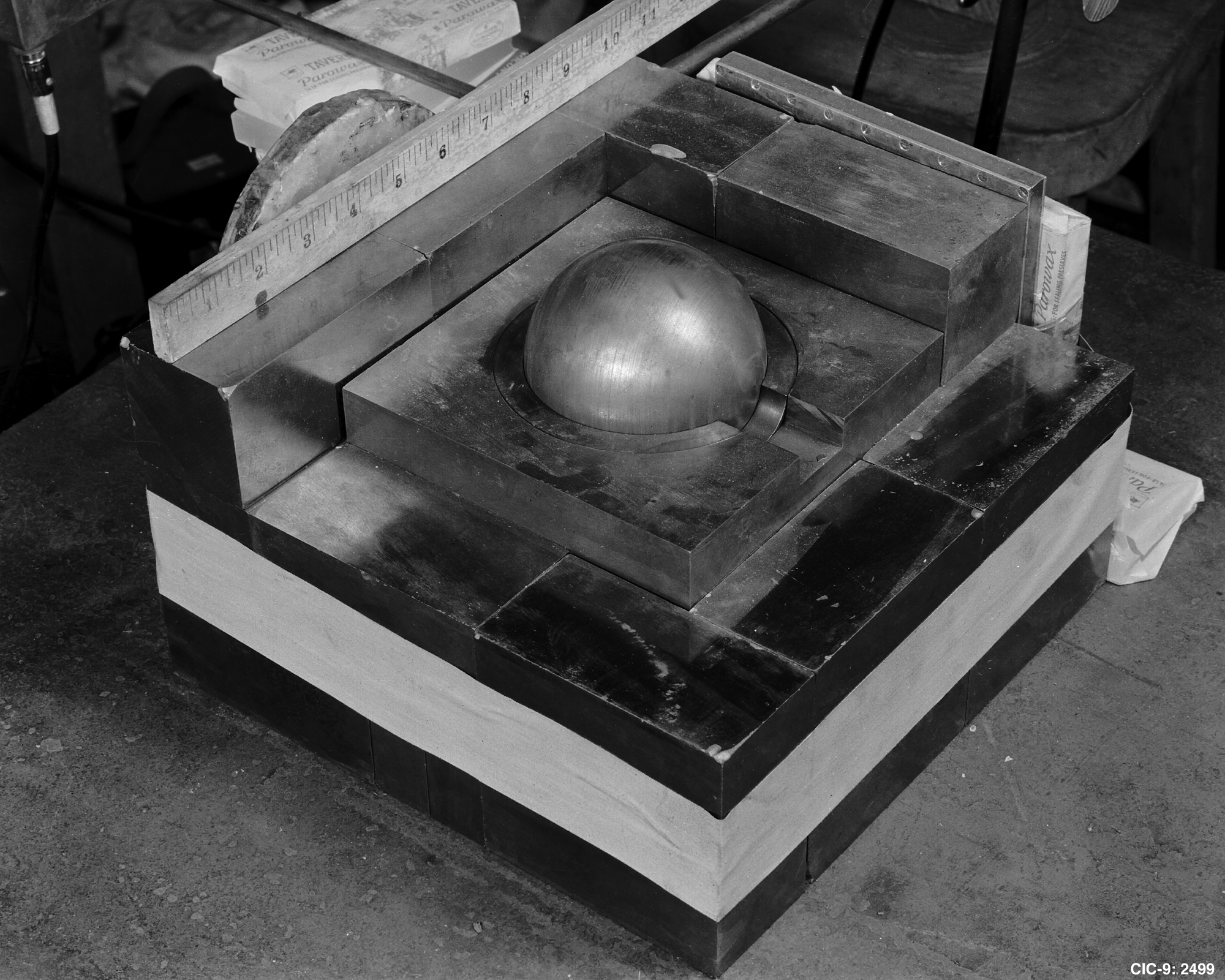
Reconstitution de l'accident de criticité de 1945 : une sphère de plutonium est disposée entre des réflecteurs de neutrons. L'adjonction d'un réflecteur supplémentaire rendit la masse super-critique.

Le 21 août 1945, travaillant seul sur une sphère de plutonium de 6,2 kg de qualité militaire, il provoque un accident de criticité par erreur de manipulation. L'objectif de la manipulation était d'atteindre la criticité grâce à des briques de carbure de tungstène (utilisées comme réflecteurs de neutrons) progressivement empilées autour de la sphère.
Lors de l'expérience, une des briques lui échappe alors des mains et tombe au mauvais endroit, provoquant une excursion de criticité. Il développe alors rapidement un syndrome d'irradiation aiguë sévère, accompagné de graves brûlures cutanées, en particulier aux mains, et meurt trois semaines après des suites de l'irradiation.
Après l'accident, il aurait consacré plusieurs jours à comprendre ce qui lui était arrivé afin d'éviter que son erreur se reproduise. Il fait partie, avec Louis Slotin, des premières victimes d'un accident de criticité induit par le positionnement d'une pièce (sphère) de plutonium entre des réflecteurs de neutrons qui ont amorcé une réaction nucléaire auto-entretenue.
Louis Slotin est mort en travaillant sur le même cœur de plutonium que Harry K. Daghlian Jr. : la sphère de plutonium en question, entre-temps surnommée « cœur de démon », sera par la suite utilisée pour le test Able de la série d'essais nucléaires Crossroad.